# Elizabeth Amadas
Elizabeth Amadas, död 1532, var en engelsk hovdam. Hon har utpekats som älskarinna till Henrik VIII av England (före 1528). 